# Rifski jezik
Tarifit jezik (rifski, sjeverni shilha, rifeño, rifi, rifia, shilha; northern shilha, ; ISO 639-3: rif), jedan od dva rifska jezika, šire zenatske skupine, kojim govori oko 1 500 000 ljudi (1991) u Maroku, i oko 200 000-500 000 po ostalim državama (Alžir, Francuska, Nizozemska i još neke zemlje)
Ima više dijalekata arzeu, igzennaian, urrighel; iznacen (beni iznassen, beni snassen), je možda poseban jezik. Pisma: tifinagh (berbersko), arapsko i latinica.
Pripadnici etničke grupe zovu se Rifi (sg.) u množini ‘Ruafa’. Arapi njihov jezik zovu rifia.

## Vanjske poveznice
- Ethnologue (14th)
- Ethnologue (15th)